# Glomeris aurita
Glomeris aurita (лат.) — вид многоножек-броненосцев из семейства сверташек (Glomeridae). Европа: эндемик высокогорных районов северной Италии.

## Описание
Glomeris aurita демонстрирует полиморфизм, и отдельные особи могут встречаться вместе в двух различных цветовых морфах, выражающих либо жёлтую, либо оранжевую окраску грудного щитка. Остальная часть тела G. aurita, независимо от морфы, имеет чёрный цвет. Glomeris aurita также обладает заметной полосой на главном грудном щите, что не характерно для других таблеточных многоножек в пределах её естественного ареала.

## Распространение и экология
Glomeris aurita — микроэндемик, встречающийся только в Бергамаских Альпах на севере Италии. G. aurita — высокогорный вид, обитающий на альпийских лугах на высоте от 1400 до 2400 метров над уровнем моря. Подобное местообитание примечательно тем, что это необычная среда для многоножек, которые обычно обитают в лесах.
Считается, что активный период Glomeris aurita на поверхности длится с июня до середины сентября, что составляет всего 3,5 из 12 месяцев в году. Также считается, что вид может обитать в прохладных укромных местах горных пещер. G. aurita ранее был указан Манфреди (1932) как вид, встречающийся в пещерах к востоку от Лаго-ди-Комо. Тем не менее образцы G. aurita из альпийских лугов в Бергамасских Альпах не демонстрируют никаких признаков адаптации к пещерной среде.

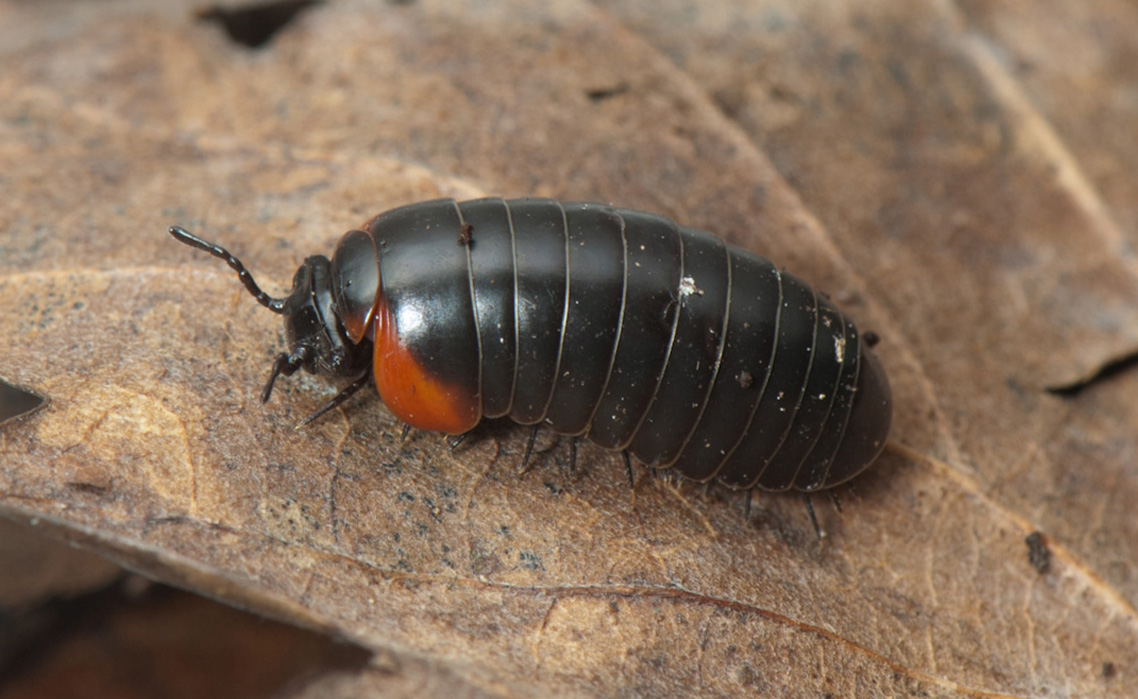
Цветовой вариант (оранжевая морфа)